# Aurel Aldea
Aurel Aldea (Slatina, 28 de março de 1887 – Aiud, 17 de outubro de 1949) foi um general romeno e líder da resistência anticomunista em seu país.
Aldea foi ministro do interior no governo de Constantin Sănătescu e posteriormente comandante-em-chefe do comando territorial. Após a ocupação soviética ele coordenou o movimento nacional de resistência em oposição à ditadura comunista.
Em 1946 ele foi preso e condenado à prisão perpétua, morreu em 1949 na prisão de Aiud.